# Аспленій муровий
Аспленій муровий, аспленій постінний, костянець постінний, селезінник муровий (Asplenium ruta-muraria) — трав'яниста рослина. Належить до родини аспленієві (Aspleniaceae).

## Поширення
- Азія
  - Кавказ: Вірменія; Азербайджан; Грузія; Росія — Дагестан; Передкавказзя
  - Східна Азія: Японія — Хоккайдо, Хонсю, Кюсю, Сікоку; Тайвань
  - Середня Азія: Казахстан; Киргизстан; Таджикистан
  - Далекий Схід Росії: Росія — Приморський край, Амурська область
  - Західна Азія: Ліван; Сирія; Туреччина
  - Індійський субконтинент: Бутан; Індія — Джамму і Кашмір; Непал; Пакистан
- Європа
  - Східна Європа: Естонія; Латвія; Литва; Молдова; Росія — європейська частина; Україна
  - Середня Європа: Австрія; Бельгія; Чехія; Німеччина; Угорщина; Нідерланди; Польща; Словаччина; Швейцарія
  - Північна Європа: Данія; Фінляндія; Норвегія; Швеція; Об'єднане Королівство
  - Південно-Східна Європа: Албанія; Боснія і Герцеговина; Болгарія; Хорватія; Греція; Італія; Північна Македонія; Чорногорія; Румунія; Сербія; Словенія
  - Південно-Західна Європа: Франція; Португалія; Іспанія
- Північна Америка
  - Канада — Онтаріо, Квебек
  - США — Міссурі, Коннектикут, Індіана, Массачусетс, Мічиган, Нью-Джерсі, Нью-Йорк, Огайо, Пенсільванія, Род-Айленд, Вермонт, Західна Вірджинія, Алабама, Арканзас, Кентуккі, Меріленд, Північна Кароліна, Теннессі, Вірджинія

### Поширення і охорона в Україні
Зрідка трапляється на виходах скельних, переважно вапнякових порід. Ареал охоплює Карпати, Крим, Степову (Причорноморська низовина, Придніпровська і Приазовська височини, Донецький кряж) і Лісостепову зони (Розточчя, Волино-Подільська височина), Полісся (зрідка на Житомирському Поліссі в місцях гранітних відслонень).
У зв'язку з рідкісністю на території Тернопільської області рослина включена до «Переліку рідкісних і таких, що перебувають під загрозою зникнення, видів рослинного світу на території Тернопільської області» (рішення Тернопільської обласної ради від 11 листопада 2002 № 64). Також перебуває в офіційних переліках регіонально рідкісних рослин інших областей України, зокрема Київської, Дніпропетровської, Донецької, Луганської, Рівненської.
Знаходиться під охороною в заповіднику «Медобори», в межах ботанічної пам'ятки природи місцевого значення «Оприлівські папороті» Збаразького району Тернопільської області.